# Wayne Thiebaud
Wayne Thiebaud (Mesa, 15 de novembro de 1920 — Sacramento (Califórnia), 25 de dezembro de 2021) foi um pintor dos Estados Unidos. Seu estilo realista e o tema do cotidiano estão associados à Pop art, pois ele celebra o banal com uma mistura ambígua de familiaridade e desinteresse emocional. As cores azul, púrpura e verde são típicas do seu estilo e resultam da luz artificial e da radiante luz do sol da Califórnia onde vive e trabalha. Pintando normalmente o seu tema de memória, Thiebaud cria obras que têm um conteúdo nostálgico e frequentemente um tom humorístico. O seu estilo acessível tem um sentimento particularmente urbano e americano. Antigo pintor de letreiros e cartonista, Thiebaud também tem pintado imagens espirituosas de bolos, máquinas de pin-ball e cachorros quentes, executados com cores luminosas. Em 27 de setembro de 2010, o Google utilizou uma de suas obras em forma de bolo de aniversário, para comemorar o décimo-segundo aniversário da empresa.
Thiebaud morreu em sua residência em Sacramento, na Califórnia, em 25 de dezembro de 2021, aos 101 anos.

## Coleções e exibições
As obras de Thiebaud estão em coleções permanentes no Museu de Arte do Condado de Los Angeles, no Museu de Arte Crocker e no Museu Whitney de Arte Americana.